# George Habash
George Habash (în arabă جورج حبش; n. 2 august 1926, Lod, Palestina sub mandat britanic – d. 26 ianuarie 2008, Amman, Iordania) a fost un medic și militant comunist palestinian, care a fondat Frontul Popular pentru Eliberarea Palestinei.
Habash s-a născut în 1926 în Lydda, pe atunci în Palestina Mandatară, într-o familie de arabi creștin-ortodocși. În 1948, ca student la medicină la Universitatea Americană din Beirut, a asistat la expulzarea familiei sale din Lydda, ceea ce a dus la moartea surorii sale. În 1951 a absolvit facultatea de medicină cu cea mai mare notă din clasa sa, apoi a lucrat ca medic în taberele de refugiați palestinieni din Iordania, Siria și Liban. În paralel cu activitatea medicală, Habash a fondat, alături de Wadi Haddad și cu susținerea președintelui egiptean Gamal Abdel Nasser, Mișcarea Naționalistă Arabă, pentru a atrage sprijinul țărilor arabe în lupta palestinienilor cu Israelul. 
Un adept al stalinismului și un aliat al URSS, Habash a fondat în 1967 Frontul Popular pentru Eliberarea Palestinei, o mișcare comunistă care se opune existenței Israelului, și consideră că orice mijloace (inclusiv violența) sunt legitime în lupta contra Israelului. Habash susținea formarea unui stat arab, secular și democratic, în care arabii și evreii să fie cetățeni egali - dar identitatea statului urma să fie una arabă, evreii fiind considerați o minoritate. Sub conducerea lui Habash, FPEP a organizat mai multe atacuri teroriste, cum ar fi masacrul de la aeroportul Lod sau Operațiunea Entebbe. Habash s-a opus soluției celor 2 state inclusiv după ce Organizația pentru Eliberarea Palestinei a semnat acordurile de la Oslo, rupând legăturile cu Arafat, pe care l-a acuzat că „a vândut revoluția palestiniană”. Habash s-a retras din conducerea Frontului în 2001, din cauza sănătății precare, și a decedat în urma unui infarct miocardic în 2008. Președintele Autorității Palestiniene, Mahmud Abbas, a decretat 3 zile de doliu național, iar liderul Hamas, Ismail Hanieh, și-a exprimat condoleanțele. O piață din Ramallah îi poartă numele.